# Samuel Stanisław Drucki Sokoliński
Samuel Stanisław Drucki Sokoliński herbu własnego (zm. w październiku 1654 roku) – marszałek Trybunału Głównego Wielkiego Księstwa Litewskiego w 1646 roku, podkomorzy smoleński w latach 1634–1654, kapitan smoleński w latach 1627–1640, podwojewodzi smoleński w latach 1624–1634, dworzanin Jego Królewskiej Mości.
Poseł na sejm zwyczajny 1637 roku, sejm 1638 roku, sejm 1640 roku, sejm 1641 roku.
Poseł na sejm koronacyjny 1649 roku. Poseł na sejm zwyczajny 1654 roku. Był w kompucie obrońców Smoleńska w 1654 roku.